# Timothy Munnings
Timothy Alexander Munnings (* 22. Juni 1966 in Nassau) ist ein ehemaliger Leichtathlet der Bahamas, dessen Spezialdisziplin der 400-Meter-Lauf war.

## Sportliche Erfolge
Munnings nahm 1996 und 2000 an den Olympischen Spielen teil. Bei den Spielen von Sydney bestritt Munnings Vorläufe mit der 4-mal-400-Meter-Staffel seines Heimatlandes, die im Finale – ohne ihn – die Bronzemedaille gewinnen sollte. 1996 belegte er mit der Staffel den siebten Rang.
Seinen größten Erfolg feierte er mit der 4-mal-400-Meter-Staffel der Bahamas bei den Weltmeisterschaften 2001 in Edmonton: Gemeinsam mit Avard Moncur, Chris Brown und Troy McIntosh gewann er in nationaler Rekordzeit von 2:58,19 min die Silbermedaille hinter dem Team der USA.
Bei den Commonwealth Games 2002 in Manchester gewann Munnings – ebenfalls mit der Staffel – eine Bronzemedaille.

## Bestleistungen
- 300-Meter-Lauf: 32,98 s (2000)
- 400-Meter-Lauf: 45,81 s (2001)[3]

## Sonstiges
Bei einer Körpergröße von 1,88 m betrug sein Wettkampfgewicht 73 kg.